# Мошково (Псковская область)
Мошково — деревня в Новосокольническом районе Псковской области России. Входит в состав Вязовской волости.

## География
Расположена на крайнем северо-западе района, на границе с Бежаницким районом, к югу от Каменного озера, в 79 км к северо-западу от города Новосокольники и в 14 км к северо-западу от волостного центра, деревни Вяз.

## Население
| 2001 | 2002 | 2010 |
| ---- | ---- | ---- |
| 34   | ↗46  | ↘17  |

Численность населения деревни по оценке на начало 2001 года составляла 34 человека.